# Panneau de virage dangereux (mathématiques)

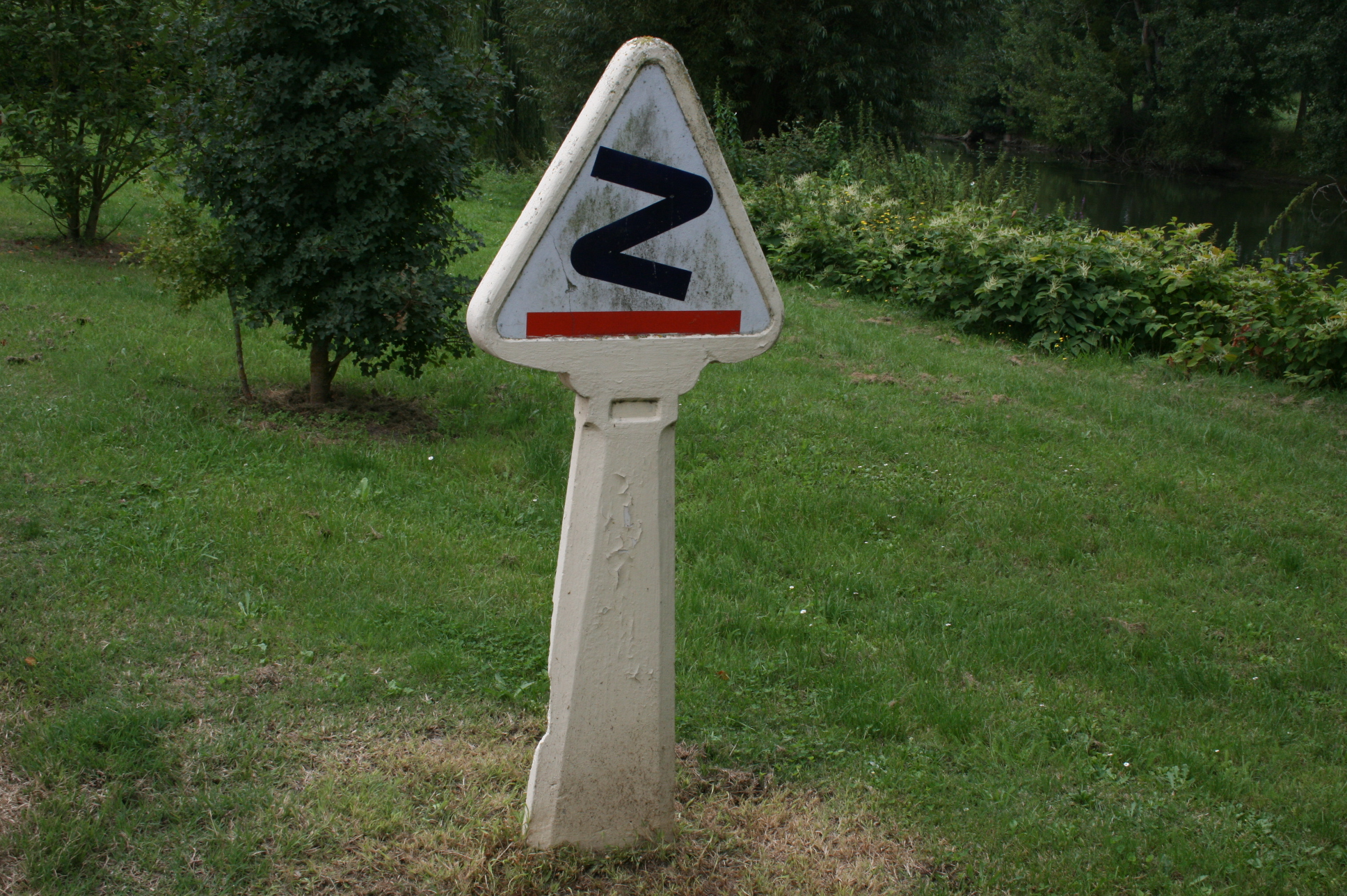
Panneau de « virages dangereux » en France, avant 1949.

Le symbole virage dangereux ou Attention ou encore ☡ (U+2621 en Unicode) a été créé par Nicolas Bourbaki, un groupe de mathématiciens. Il apparaît dans une marge d'un livre de mathématiques rédigé par ce groupe. Il ressemble à un panneau de signalisation routière qui indique un « virage dangereux » sur le bord de la route. Son emploi signale au lecteur que le passage du livre est un passage trompeur lors d'une lecture trop rapide ou un point délicat.
De plus, dans les textes, l'informaticien Donald Knuth introduira une extension de ce symbole dans Metafont et  TeX, avec une paire de virages indiquant que le passage est encore plus délicat,,.

## Typographie

Symbole du virage dangereux de Knuth.

### Unicode
En Unicode il faut utiliser :
- ☡ (Unicode U+2621, « CAUTION SIGN »)

### HTML
En HTML, il faut utiliser :
- &#x2621;

### LaTeX
En LaTeX, on peut produire le symbole de virage dangereux de Knuth en chargeant la police de caractères manfnt (une police contenant les symboles de Knuth) avec la commande \usepackage{manfnt} et en utilisant \dbend.
Il y a plusieurs variantes qui sont : \lhdbend, \reversedvideodbend, \textdbend, \textlhdbend, et \textreversedvideodbend.

### Livres
- (en) Steven G. Krantz, The proof is in the pudding : the changing nature of mathematical proof, New York London, Springer, 2010, 264 p. (ISBN 978-0-387-48908-7, OCLC 874575690, lire en ligne).
- (en) Donald E Knuth (ill. Duane Bibby), The TeXbook, Reading, Mass, Addison-Wesley, 1986, 483 p. (ISBN 978-0-201-13448-3, OCLC 310818582, lire en ligne).
- (en) Donald Ervin Knuth, The METAFONTbook, Reading, Mass, Addison-Wesley, 1986, 361 p. (ISBN 978-0-201-13445-2, OCLC 916229595).
- (en) George Tourlakis, Lectures in logic and set theory, vol. 2 : Set theory, Cambridge, UK New York, Cambridge University Press, coll. « Cambridge studies in advanced mathematics », 2003, 592 p. (ISBN 978-0-521-75374-6, OCLC 702182426, lire en ligne).